# Route nationale 5 (Togo)
Pour les articles homonymes, voir Route nationale 5.
La route nationale 5 (N5) est une route nationale du Togo allant de Lomé jusqu'à Atakpamé.
Sa longueur est de 222 km,.

## Tracé
- Lomé (N1)
- Noépé
- Kévé (N7, N42)
- Assahoun (N32)
- Gadjagan (N9)
- Agou-Gadjepe (N33)
- Kpalimé (N11, N13)
- Adéta (N30)
- Amlamé
- Témédja (N15)
- Atakpamé (N1, N8)